# Patricia Blanco

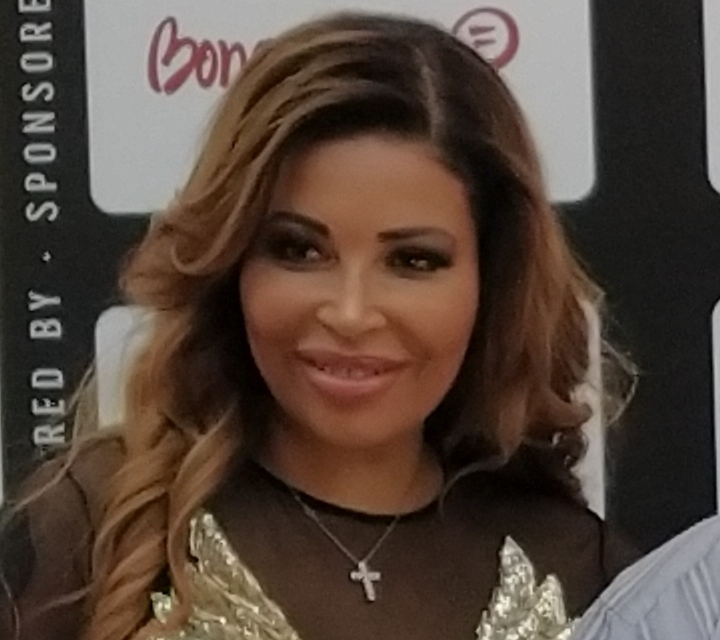
Patricia Blanco (2019)

Patricia Blanco (eigentlich Patricia Zerquera; * 18. Oktober 1971 in Unterhaching) ist eine deutsche Reality-TV-Darstellerin.

## Leben
Patricia Blanco ist die Tochter des Schlagersängers Roberto Blanco und seiner damaligen Ehefrau Mireille. Ihr Patenonkel war Modedesigner Rudolph Moshammer.
Mediale Aufmerksamkeit erhielt sie durch eine Reihe von Skandalen um die zerrüttete Beziehung zu ihrem Vater, gegen den sie zudem vor Gericht zog. Bei der Frankfurter Buchmesse 2017 attackierte Patricia ihren Vater, da er ihre Mutter häufig betrogen hatte, wie er in seinem Buch Von der Seele erzählt bekannt hatte. Diese Eskalation musste von Sicherheitskräften beendet werden.
Aufmerksamkeit erhielt Blanco auch durch die Abnahme von 55 Kilogramm sowie damit verbundenen Schönheitsoperationen.
Blanco ist gelernte Hotelfachfrau.

## Arbeit in den Medien

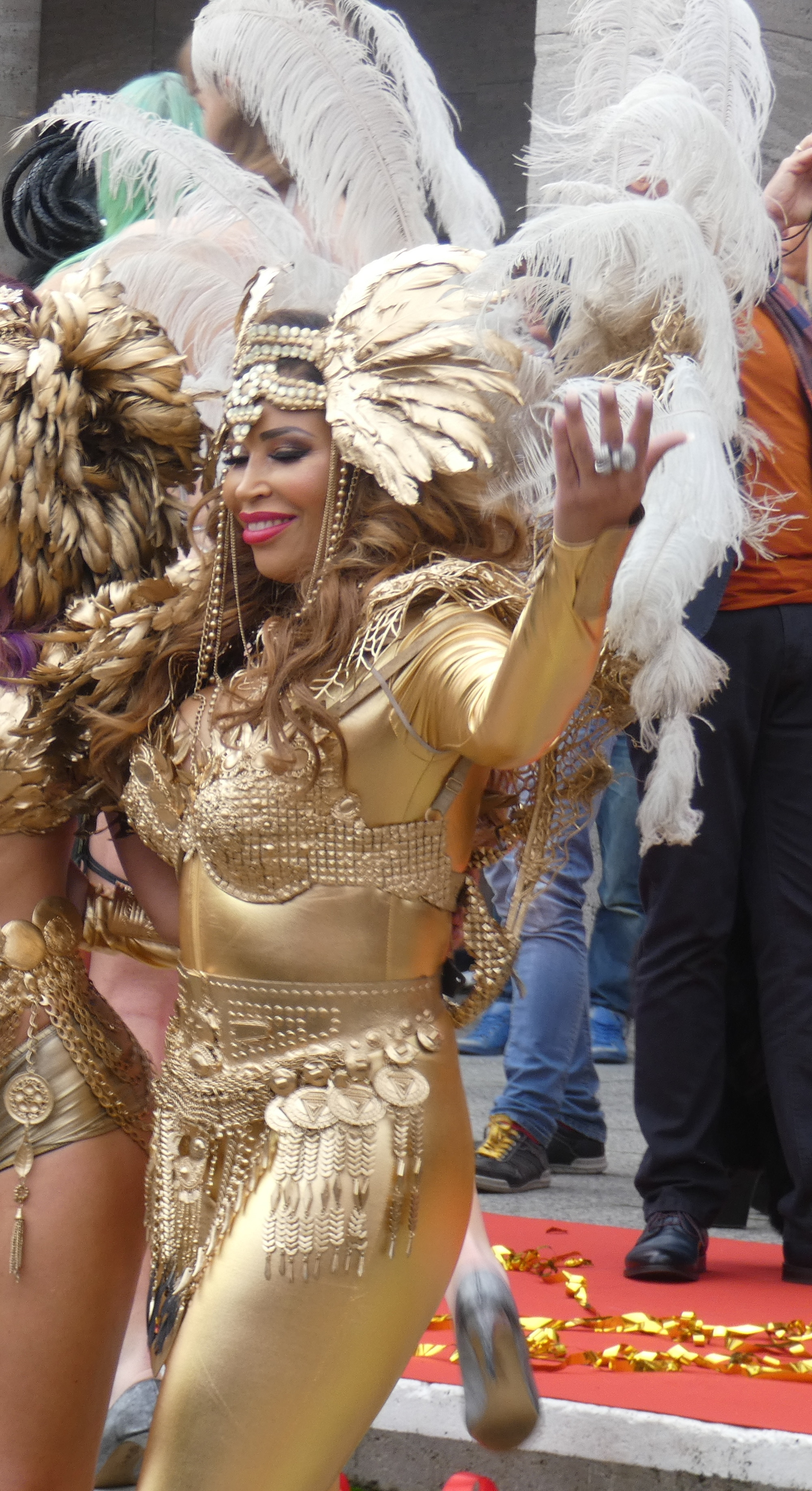
Patricia Blanco auf der Venus Berlin (2019)

Im Jahr 2009 war Blanco vom 23. März bis 25. Mai Kandidatin der Fernsehsendung Big Brother. Im selben Jahr wurde sie in der RTL-Sendung Die 10 … auf Platz 2 der „peinlichsten Möchtegernpromis“ gewählt. Sie war 2013 auch Teilnehmerin der Sendung Big Stars – Promis specken ab, eines Ablegers von The Biggest Loser, die der produzierende Sender Sat.1 jedoch nicht ins Programm aufnahm.
Im Januar 2015 war sie Teilnehmerin der RTL-Reality-Show Ich bin ein Star – Holt mich hier raus! und belegte den zehnten Platz. Im November 2017 nahm sie an der RTL-Reality-Show Adam sucht Eva – Gestrandet im Paradies teil. Von Juli bis August 2018 war sie gemeinsam mit ihrem damaligen Lebenspartner Nico Gollnick Kandidatin in der RTL-Reality-Show Das Sommerhaus der Stars. Das Paar belegte den vierten Platz. Im Jahr 2019 war Blanco zusammen mit Micaela Schäfer Botschafterin der Sex-Messe Venus.
2023 nahm sie bei Promi Big Brother teil.

## Arbeit als Sängerin
Im Jahr 2002 präsentierte sie eine Coverversion des Barry-Manilow-Klassikers Copacabana. 2017 erschien der Song Find My Way, drei Jahre später der Song Sachsen mit Andreas Ellermann. Der Song ist eine Coverversion des Songs Zucker im Kaffee des Schlagersängers Eric Silvester. Im November 2023 erschien der Schlagersong Schwerelos beim Musiklabel Fiesta Records.

## Diskografie
Singles
- 2002: Copacabana
- 2017: Find My Way – Patricia Blanco & Peter Newman
- 2020: Sachsen – Patty Blanco & Andy Ellermann
- 2023: Schwerelos

## Fernsehauftritte
- 2009: Big Brother (RTL ll)
- 2010: Die „Moppel-Models“ – Wer ist Deutschlands schönster Kurvenstar?[10]
- 2015: Ich bin ein Star – Holt mich hier raus! (RTL)
- 2015: Goodbye Deutschland! Die Auswanderer (VOX)
- 2017: Adam sucht Eva – Promis im Paradies (RTL)
- 2018: Das Sommerhaus der Stars – Kampf der Promipaare (RTL)
- 2019: Stars im Spiegel – Sag mir, wie ich bin (RTL)
- 2019: Promi Shopping Queen (VOX)
- 2021: Die Festspiele der Reality Stars – Wer ist die hellste Kerze? (Sat.1)
- 2021: Promis unter Palmen – Für Geld mache ich alles! (Sat.1)
- 2023: Promi Big Brother (Sat.1)
- 2024: The 50 (Prime Video)
- 2024: Reality Queens – Auf High Heels durch den Dschungel (RTL+)
- 2025: Villa der Versuchung – Alles hat seinen Preis (Sat.1)